# 톈저우 (우주선)

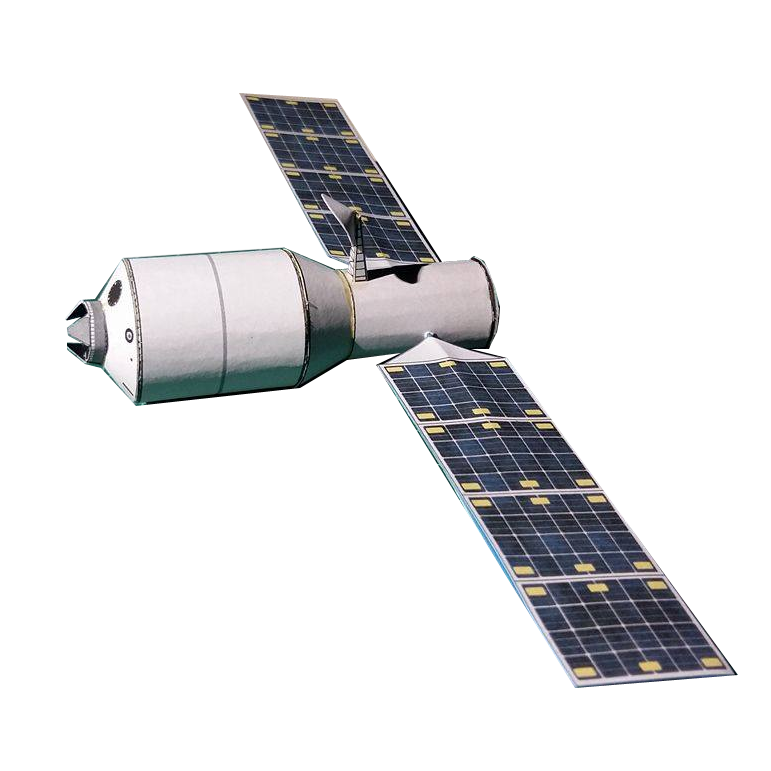
톈저우의 모습.

톈저우(중국어: 天舟, 병음: Tiān Zhōu, 한자음: 천주, 직역: 하늘의 배)는 톈궁 1호를 기초로 제작된 중국의 화물 우주선으로, 중국이 제작한 중국 우주정거장의 보급선으로 사용될 계획이다. 첫 번째 톈저우 우주선인 톈저우 1호는 2017년 4월 20일 원창 위성발사센터에서 창정 7호 로켓에 실려 발사되어 자동 연료 보급을 시험했다.

## 명칭
2011년 4월 25일, 중국유인우주공정판공실은 새로 제작한 화물 우주선의 이름을 정하기 위한 공모전을 열었고, 5월 20일까지 접수작 5만 개 이상을 받았다. 7월 8일 중국과학원 부회장 양리웨이는 좁힌 후보 10개를 공개했다. 2013년 10월 31일, 우주선의 이름은 공식적으로 톈저우(중국어: 天舟, 병음: Tiān Zhōu, 직역: 하늘의 배)로 확정되었고, 이는 우주정거장의 이름인 톈궁(중국어 간체자: 天宫, 병음: Tiān Gōng)과 유인 우주선의 이름인 선저우(중국어: 神舟, 병음: Shén Zhōu)를 합친 것이다. 톈저우 우주선의 약칭은 TZ를 사용한다.

## 기능
톈저우는 차세대 우주정거장인 톈궁 우주정거장의 주요 보급선 역할을 할 것이다. 가압, 준가압, 감압 화물을 모두 나를 수 있고, 또 밀폐된 화물과 부피가 큰 실험대 등도 나를 수 있다. 톈저우 우주선의 총 중량은 12,910 kg이며 화물 6,500 kg을 나를 수 있다.
톈저우는 톈궁 2호와 미래에 지어질 차세대 톈궁 우주정거장에 우주 비행사의 식량과 산소를 공급하며, 정거장의 궤도 유지를 위한 연료와, 유지 보수를 위한 부품도 나를 예정이다. 톈저우는 발사 후 정거장과 자동으로 도킹하여 연료와 공기는 자동으로 공급하고, 식량은 우주 비행사가 수동으로 나른다. 오폐수와 기타 쓰레기는 다시 우주선에 실어, 우주선이 지구에 재진입할 때 같이 소각된다. 이 과정은 다른 화물 우주선과 동일하다.

## 구조

톈저우의 개략도. 톈저우는 톈궁 1호와 모습이 같다.

톈저우의 구조는 톈궁 1호를 기반으로 한다. 궤도까지 화물 6.5톤을 나를 수 있으며, 이는 현재 운용중인 화물 우주선 중 가장 용량이 큰 HTV(6.0톤)를 넘는다. 게다가 드래곤이나 HTV는 총 운송 중량 중 가압 화물과 비가압 화물이 나누어져 있는 반면, 톈저우는 중량 전체를 가압 화물 운송에 사용할 수 있는 것이 가장 큰 특징이다. 우주선의 길이는 5 m, 직경은 3.35 m로, 화물칸과 추진칸으로 나뉜다. 화물칸은 화물 적재에 쓰이며, 추진칸은 엔진과 태양 전지판이 장착되어 있어 연료와 전기를 공급한다.

## 목록
| 번호 | 이름       | S/N | 발사 시각 (UTC)       | 발사체   | 발사장    | 도킹            | 도킹                      | 도킹                      | 재진입 시각                             | 비고                                                                                      |
| 번호 | 이름       | S/N | 발사 시각 (UTC)       | 발사체   | 발사장    | 정거장          | 도킹 시각                 | 분리 시각                 | 재진입 시각                             | 비고                                                                                      |
| ---- | ---------- | --- | --------------------- | -------- | --------- | --------------- | ------------------------- | ------------------------- | --------------------------------------- | ----------------------------------------------------------------------------------------- |
| 1    | 톈저우 1호 | ?   | 2017년 4월 20일 11:41 | 창정 7호 | 원창 LC-2 | 톈궁 2호 전면부 | 2017년 4월 21일 04:16 UTC | 2017년 9월 22일 08:15 UTC | 2017년 9월 22일 (재진입 분사 10:00 UTC) | 첫 번째 톈저우 우주선으로, 톈궁 2호와 세 차례 도킹하고 연료 보급 및 궤도 장비를 시험했다. |
| 1    | 톈저우 2호 | ?   | 2019년 (예정)         | 창정 7호 | 원창      | 톈궁 우주정거장 |                           |                           |                                         | 선저우 12호 발사 전 톈궁 우주정거장의 톈허 모듈에 연료를 보급할 예정이다.                 |

## 같이 보기
- 프로그레스 (우주선)
- 선저우 계획
- 톈궁 계획
- 톈궁 우주정거장